# Loma del Cerro Colorado
Loma del Cerro Colorado är en ort i Mexiko, tillhörande kommunen Teotihuacán i delstaten Mexiko. Loma del Cerro Colorado ligger i den centrala delen av landet och tillhör Mexico Citys storstadsområde. Orten hade 144 invånare vid folkmätningen 2010.